# Іонкін Анатолій Михайлович
Анатолій Михайлович Іонкін (рос. Анатолий Михайлович Ионкин, 4 жовтня 1950, Уральськ, Казахська РСР, СРСР — 13 травня 2009, Уральськ, Казахстан) — радянський футболіст, захисник і півзахисник, Майстер спорту СРСР (1988).

## Біографія
Народився в спортивній сім'ї, брат Олександр — багаторазовий чемпіон СРСР, гравець збірної СРСР з хокею з м'ячем. Анатолій  перші три сезони відіграв у «Уральці» (Уральськ), потім два роки — у семипалатинському «Спартаку».
З 1972 року став виступати за «Кайрат» (Алма-Ата). За алматинців вихованець уральської школи футболу грав по 1978 рік, забивши за кілька сезонів 64 голи. Це був четвертий показник серед кайратовських голеадорів за історію виступу команди у вищій лізі Радянського Союзу. А в 1974 році «Банан», як його жартома називали уболівальники і футбольні фахівці, довгий час йшов першим в суперечці кращих бомбардирів. Однак за три тури до закінчення чемпіонату Анатолій Михайлович отримав травму і його обійшов київський нападник Олег Блохін, який вразив ворота суперників 18 разів. Іонкін зупинився на позначці в 16 м'ячів.
В цілому цей футболіст провів близько 140 зустрічей в кайратовській футболці і отримував запрошення в московський «Спартак» і ЦСКА, але Іонкін відхиляв пропозиції. Крім того Іонкін встановив рекорд чемпіонатів СРСР по швидкості оформлення хет-триків. 10 червня 1974 на Центральному стадіоні Алма-Ати «Кайрат» приймав тбіліське «Динамо», чий склад згодом виграв Кубок володарів Кубків УЄФА. При переповненому 30-тисячнику грузинська команда була розгромлена з рахунком 5:0. Незважаючи на те, що Іонкіна опікував захисник збірної СРСР Реваз Дзодзуашвілі, досягнення було оформлено за 300 секунд — три голи були забиті на 56-й, 60-й і 61-й хвилинах. Перший і п'ятий голи на свій рахунок записав Володимир Чеботарьов. Причому для Іонкіна був не єдиний хет-трик у складі «Кайрата» — надалі він повторив це досягнення двічі, тричі в одному матчі вразивши ворота ташкентського «Пахтакора» і «Зеніту» з Ленінграда.
Після закінчення кар'єри гравця працював головним тренером в «Джезказганці» (Джезказган) (1988—1989), «Уральці» (1989—1990), збірній Казахстану з футзалу. Був директором департаменту з проведення змагань ФСК, головою відділу футзалу ФФК. З 21 березня 2008 року — на посаді віце-президента ФФУ.
13 травня 2009 року Іонкін помер від обширного інфаркту — він брав участь у відкритті сезону казахстанської першої ліги і на початку матчу «Акжаїк» — «Гефест» йому стало погано.